# Dom und Michaeliskirche in Hildesheim
Dom und Michaeliskirche in Hildesheim haben als „außergewöhnliches Zeugnis religiöser Kunst im Heiligen Römischen Reich“ seit 1985 den Status eines UNESCO-Weltkulturerbes.

## Zusammengehörigkeit beider Kirchen
Der Mariendom und die ehemalige Klosterkirche St. Michael sind durch die Person des Bischofs Bernward von Hildesheim miteinander verbunden. Dieser war Erzieher und Berater Ottos III. Auf einer Italienreise hatte er antike Kunstwerke kennengelernt, im Kernland des ottonischen Reiches sollten nach seinem Willen vergleichbare Bauten und Kunstschätze entstehen. Besonders deutlich wird dies an der Christussäule, die in der Tradition römischer Triumphsäulen steht.
St. Michael ist eine Gründung Bernwards; er weihte die Kirche, trat an seinem Lebensende dem Konvent bei, und in der Krypta befindet sich bis heute sein Grab. Ein Dom bestand in Hildesheim schon vor Bernwards Amtsantritt, allerdings geht das heutige Kirchengebäude auf einen Neubau durch Bischof Hezilo zurück, existierte also zu Bernwards Lebzeiten noch nicht. Hier befinden sich heute mit Bernwardstür und Christussäule zwei Meisterwerke des Bronzegusses, die Bernward in Auftrag gegeben hat.

## Authentizität
Bei der Bombardierung von Hildesheim (22. März 1945) erlitten beide Kirchen schwerste Schäden, während das ausgelagerte Inventar unbeschädigt blieb. Von St. Michael blieben nur 30 % der Bausubstanz erhalten. Bomben zerstörten den romanischen Dom bis auf die Laurentiuskapelle und die Krypta. Beim Wiederaufbau wurde er „im Inneren vereinfachend“ auf den Grundmauern neu aufgeführt. Es handelt sich also bei den Kirchen, die man heute sieht, um Rekonstruktionsbauten der Nachkriegszeit. Das trägt übrigens zum einheitlichen Raumeindruck von St. Michael als einer vorromanischen Kirche bei, denn vor der Zerstörung besaß der Innenraum auch gotische Elemente, die bei der erst 1960 abgeschlossenen Restaurierung weggelassen wurden: das Westquerschiff war eingewölbt, es gab Maßwerkfenster. Außerdem wurden in der Barockzeit entfernte Elemente wieder hergestellt.
Das Hildesheimer Welterbe wird vom World Heritage Centre so charakterisiert: „In der Rekonstruktion nach 1945 und bei allen späteren Reparaturen und Restaurierungen war das wichtigste Ziel, das mittelalterliche Aussehen beider Gebäude nach dem neuesten wissenschaftlichen Stand wiederherzustellen (to recreate).“ Dass Rekonstruktionen von der UNESCO als authentisch angesehen werden und den Status eines Welterbes erhalten, kommt öfter vor. Beispiele sind der Tempel von Abu Simbel, die Brücke von Mostar und die Warschauer Altstadt.

## Kriterien für die Aufnahme in die Welterbeliste

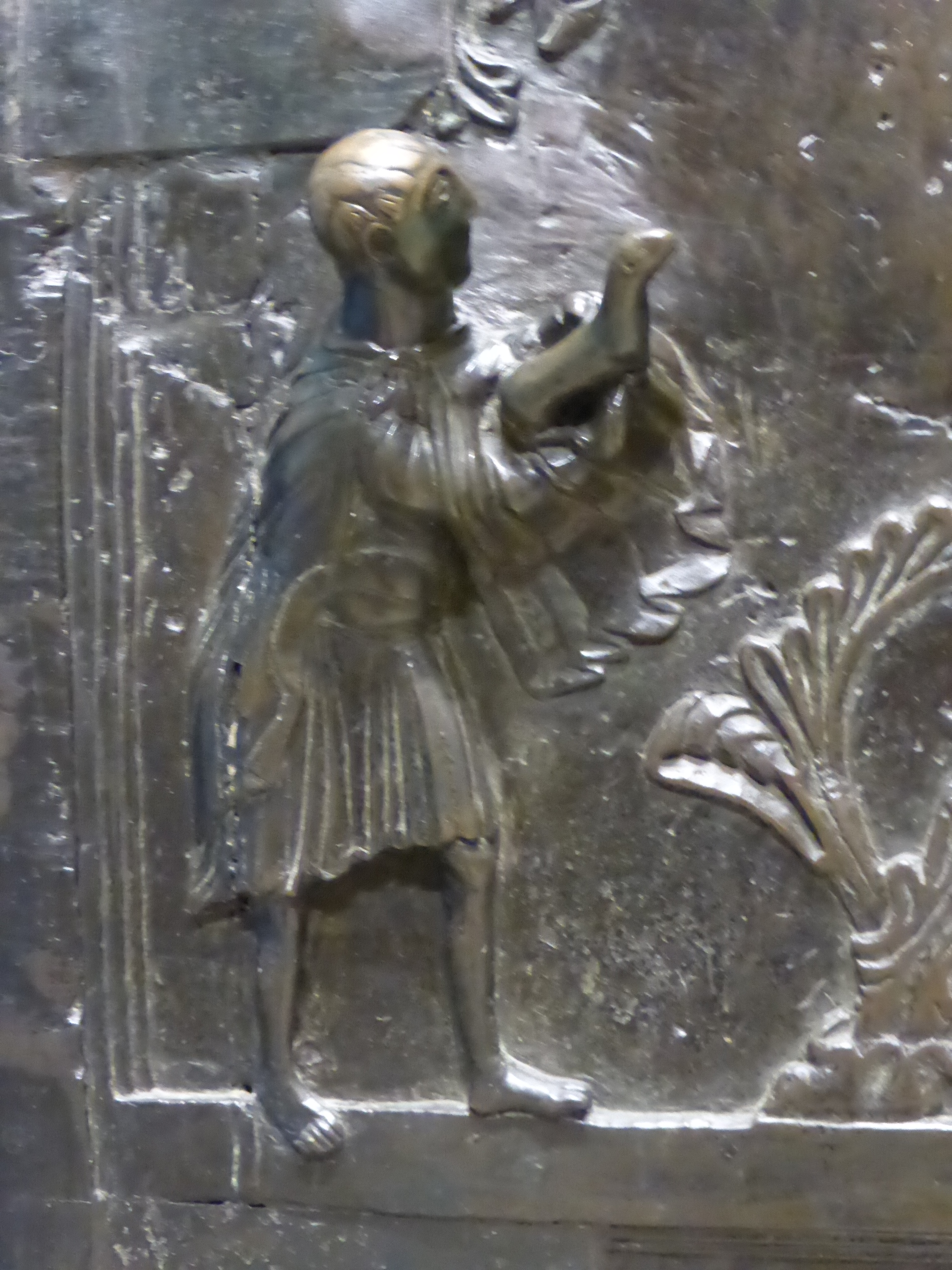
Bernwardstür im Hildesheimer Dom. Abel ist hier als Typus Christi dargestellt: „Wie Christus selbst erscheint er als Opfer und Geopferter in einer Person.“

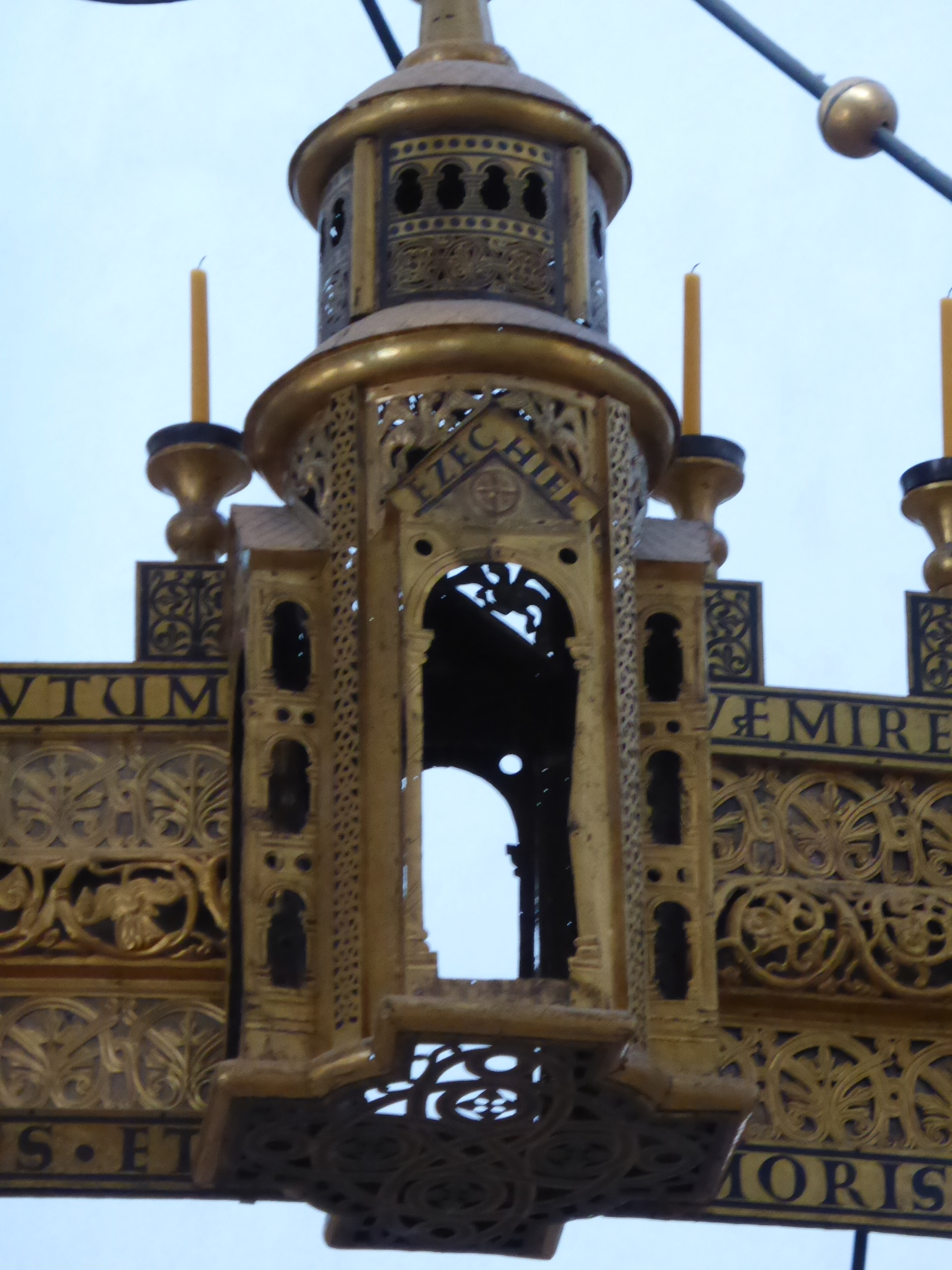
Detail des Heziloleuchters: ein Turm des himmlischen Jerusalem

### Meisterwerke (Kriterium I)
Die Bernwardstür und die Christussäule, heute im Dom, sind Hauptwerke der ottonischen Kunst. Beide waren ursprünglich für St. Michael vorgesehen.
Die bemalte Holzdecke in St. Michaelis ist nach Angaben der deutschen UNESCO-Kommission „eines von zwei noch erhaltenen Beispielen solch extrem anfälliger Strukturen.“

### Wegweisende Architektur (Kriterium II)
Dieses Kriterium wird durch die Michaeliskirche erfüllt, die eine „überzeugend klare Raumkonzeption“ zeigt, womit sie die Kennzeichen der Frühromanik vorwegnimmt. Sie ist neben St. Cyriakus in Gernrode der bedeutendste ottonische Kirchenbau, der noch teilweise erhalten ist. Es handelt sich um eine nach Westen ausgerichtete, flachgedeckte Basilika, doppelchörig, dreischiffig und mit zwei Querhäusern versehen. Sie hat insgesamt sechs Türme, vier im oberen Teil runde Treppentürme an den Querhäusern und zwei Vierungstürme. Das architektonische Vorbild für diesen anspruchsvollen Bau war der karolingische Kölner Dom. Die Wirkung des Innenraums wird durch den sächsischen Stützenwechsel und die verschiedenfarbigen Steine der Bögen belebt.

### Einzigartiges Ensemble von romanischem Kircheninventar (Kriterium III)
Die meisten Kunstwerke, die mit diesem Kriterium bezeichnet sind, befinden sich im Mariendom. Bei der 2014 abgeschlossenen Domsanierung wurde großer Wert darauf gelegt, sie am bestmöglichen Ort im Kirchenraum zu positionieren. So hängt der Hezilo-Leuchter, der das himmlische Jerusalem darstellt, wieder im Langhaus.

## Die Kirchen im Kontext der Stadt

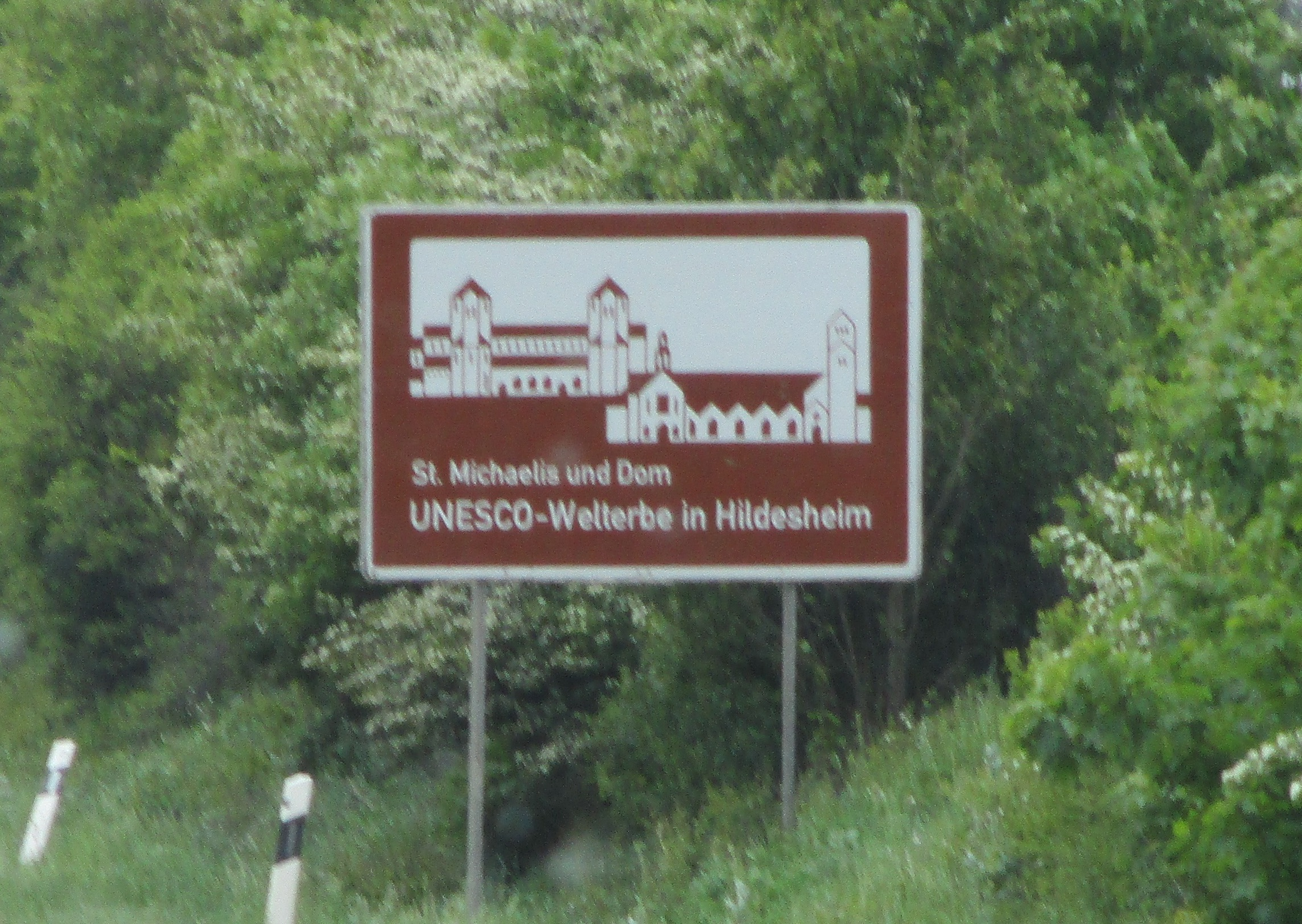
Unterrichtungstafel an der A 7

Bei der Einschreibung stand die Bedeutung der einzelnen spätottonischen und romanischen Kunstwerke im Vordergrund; beide Kirchen ergänzten sich wegen ihrer räumlichen Nachbarschaft und der zeitnahen Entstehung.
1985 hatte man nicht erwogen, die beiden nahegelegenen Kirchen zu einer gemeinsamen Welterbezone zu erklären, denn die angrenzende Wohnbebauung war durch die Bombardierung 1945 weitestgehend zerstört worden, so dass Dom und St. Michael heute wie historische Inseln von moderner Architektur, rechteckigen Bauten von bis zu fünf Stockwerken Höhe, umgeben sind. Da die Kirchen aber beide auf Hügeln errichtet worden sind, prägen sie weiterhin das Stadtbild. Auch ist die mittelalterliche Stadtanlage im Verlauf der Straßen noch erkennbar.
Von Seiten der deutschen Behörden wurde 2008 vorgeschlagen, und von ICOMOS befürwortet, eine Pufferzone von 157,68 ha um beide Kirchen zu legen, was dem Gebiet der mittelalterlichen Stadt entspricht. Dadurch sind das Stift zum Heiligen Kreuz und St. Godehard mit einbezogen. Es wird nachvollziehbar, dass der Dom im Zentrum eines aus vier Kirchen (St. Michael, St. Godehard, die Heilig-Kreuz-Kirche und St. Bartholomäus) gebildeten Kreuzes steht – eine Hildesheimer „Kirchenkrone.“ Historische Bausubstanz, die dem Welterbe zeitgenössisch ist, soll identifiziert und besonders geschützt werden. Künftige Baumaßnahmen in der Altstadt sollen mit dem Welterbestatus im Einklang stehen, insbesondere soll die „visuelle Integrität“ von Dom und St. Michael erhalten bleiben.